# Perișani
Perișani è un comune della Romania di 2 490 abitanti, ubicato nel distretto di Vâlcea, nella regione storica della Muntenia. 
Il comune è formato dall'unione di otto villaggi: Băiașu, Mlăceni, Perișani, Podeni, Poiana, Pripoare, Spinu, Surdoiu.
Nel 2004 si è staccato da Perișani il villaggio di Titești, andato a formare un comune autonomo.